# Roberto de Nobili
Roberto de Nobili, SJ (Montepulciano, septiembre de 1577 – Chennai, 16 de enero de 1656) fue un misionero jesuita italiano en el sur de la India a mediados del siglo XVII. Usó un método novedoso de predicación del cristianismo, denominado accomodatio (adaptación), mediante el cual adoptó muchas costumbres locales de la India que, en su opinión, no eran contrarias al catolicismo.

## Biografía
Nació en Montepulciano, en la Toscana en septiembre de 1577, en una familia de la nobleza. Después de su formación como sacerdote jesuita, llegó a Goa, en la India occidental el 20 de mayo de 1605. Es probable que conociera aquí al padre Thomas Stephens, SJ, que había llegado a la ciudad en 1579 y se encontraba probablemente en el proceso de componer su Krista Purana, una colección de poemas de temática cristiana escritos al estilo tradicional hindú.
Después de una corta estancia en Cochin, Kerala, escogió residir en la ciudad de Madurai, capital de la región de Tamil Nadu en noviembre de 1606. Pronto se hizo llamar "maestro de sabiduría" (தத்துவ போதகர்) y comenzó a vestirse como un sanniasi, los tradicionales monjes peregrinos del hinduismo. Recordando su origen noble se acercó con entusiasmo a las castas altas y entró en diálogo con diversos estudiosos hindúes acerca de las doctrinas del cristianismo.
Fue uno de los primeros europeos en conseguir dominar y comprender en profundidad la literatura y los idiomas sánscrito, télugu y tamil, con la ayuda de su maestro, Shivadharma. Para exponer la doctrina cristiana en tamil acuñó varias palabras nuevas, como "kovil" (கோவில்) para un lugar de culto, "arul" (அருள்) y "prasadam" (பிரசாதம்) para gracia divina, "gurú" (குரு) para el sacerdote o el maestro, "Vedam" (வேதம்) para la Biblia o "poosai" (பூசை) para la misa, entre otras.
También adoptó diversas costumbres locales de la India, como afeitarse la cabeza y mantener sólo un pequeño penacho de pelo. Vestía un dhoti blanco  y sandalias de madera, a la manera de un sanniasi, así como con una cuerda trenzada con tres hilos alrededor del pecho, que interpretaba como una representación de la Santísima Trinidad. Sus métodos fueron continuados por san Juan de Brito pocos años después.
Compuso varias obras apologéticas, catecismos y discursos filosóficos en tamil y contribuyó en gran medida al desarrollo de la escritura moderna de la prosa en esa lengua.
Roberto de Nobili murió en Mylapore, cerca de Chennai, el 16 de enero de 1656, a la edad de 79 años.

## Controversias sobre su método
Su método provocó una feroz controversia entre sus compañeros jesuitas y el arzobispo de Goa Cristóvão de Sá e Lisboa, sobre los ritos apropiados para los cristianos convertidos. La disputa fue clausurada por el papa Gregorio XV con la Constitución Romanæ Sedis Antistes emitida el 31 de enero de 1623. Las costumbres de la cuerda de tres hilos, el penacho, el uso de pasta de sándalo en la frente y los baños al estilo hindú fueron permitidos, siempre que no implicasen ningún ritual supersticioso. El papa invitó también a los neófitos indios a superar su sensibilidad de castas y su desprecio hacia los parias.

## ElEzourvedam
Algunos estudiosos han atribuido a Roberto de Nobili la autoría de un documento escrito en francés que pretendía ser una traducción de una escritura sánscrita antigua, con el nombre de Ezourvedam. Max Müller, orientalista considerado como uno de los mayores expertos en teología comparada, concluyó convincentemente que De Nobili no era autor de aquella obra, sino que fue compuesta por alguno de sus discípulos.
Ludo Rocher, por su parte, ha publicado un estudio detallado sobre el Ezourvedam que demuestra que el autor de este texto debió haber sido un misionero francés. Ofreció varios nombres: "la pregunta sobre quién fue el jesuita francés autor del EzV [Ezour-vedam] sólo podemos responderla con especulaciones. Calmette participó mucho en la búsqueda de los Vedas; Mosac es una posibilidad definitiva; se puede ver algo de verdad en la información de Maudave sobre Martin; no hay forma de verificar las referencias de Villette y Bouchet. El autor de la EzV puede ser uno de ellos, pero también uno de sus muchos hermanos más o menos conocidos. En el estado actual de nuestro conocimiento, no podemos saber mucho más".
Urs App recoge en sus obras pruebas de que el autor podría haber sido Jean Calmette (1692–1740).